# Esa Tikkanen
Esa Tikkanen (ur. 25 stycznia 1965 w Helsinkach) – fiński hokeista, reprezentant Finlandii, olimpijczyk. Trener hokejowy.
Wystąpił w kilku fińskich serialach i filmach dokumentalnych.

## Kariera
- HJK U20 (1980-1981)
- Regina Blues (1981-1982)
- Regina Pats (1982)
- HIFK U20 (1982-1984)
- HIFK (1983-1985)
  -  Olympiajoukkue (1983)
- Edmonton Oilers (1985-1993)
- New York Rangers (1993-1994)
- HIFK (1994)
- St. Louis Blues (1994-1995)
- New Jersey Devils (1995)
- Vancouver Canucks (1995-1997)
- New York Rangers (1997)
- Florida Panthers (1997)
- Washington Capitals (1997-1998)
- New York Rangers (1998-1999)
- Jokerit (1999-2000)
- Moskitos Essen (2000-2001)
- Anyang Halla (2004-2005)

Wychowanek Jokeritu. Po raz pierwszy w Kanadzie przybywał od 1981 do 1982, gdy występował w rozgrywkach juniorskich. Następnie wrócił do Finlandii i rozegrał trzy sezony profesjonalnego hokeja w konkurencyjnym do Jokeritu, stołecznym klubie HIFK. W drafcie NHL z 1983 został wybrany przez kanadyjski klub Edmonton Oilers. Tuż po zakończeniu sezonu SM-liiga w ojczyźnie wyjechał do Edmonton, gdzie zdążył zadebiutować w lidze NHL, rozegrał trzy mecze i formalnie został zdobywcą Pucharu Stanlya. W kolejnych latach jeszcze czterokrotnie zdobywał to trofeum (łącznie cztery razy w Oilers i raz z New York Rangers). W 1994 na skutek lokautu w NHL i w konsekwencji zawieszenia rozgrywek na krótko powrócił do Finlandii by występować w stołecznym zespole HIFK.
Łącznie w NHL do 1999 rozegrał 16 sezonów w 7 klubach, wystąpił w 877 meczach, w których uzyskał 630 punktów za 244 gole i 386 asyst. Potem powrócił do Finlandii i rozegrał sezon w macierzystym klubie Jokerit, po czym kolejny w Niemczech w Moskitos Essen w lidze DEL. Wówczas w 2001 zakończył karierę zawodniczą. Wznowił ją na rok w 2004, gdy jednocześnie był grającym trenerem w południowokoreańskim zespole Anyang Halla.
Uczestniczył w turniejach mistrzostw świata w 1985, 1989, 1993, 1996, 2000, w meczach Rendez-vous ’87, Canada Cup 1987, 1991 oraz na Zimowych Igrzyskach Olimpijskich 1998.
Podczas gry w NHL był znany ze specyficznego wysławiania się w formie mamrotania (określanego jako Tikkanese lub Tiki-Talk), w którym łączył język fiński z angielskim, a jego wypowiedzi były często niezrozumiałe dla partnerów w drużynie, w tym także dla grającego z nim w Kanadzie jego rodaka, Jariego Kurri.

## Kariera trenerska
- Anyang Halla (2004-2005), grający trener
- Frisk Asker w GET-ligaen (2005-2006), I trener
- Jokipojat w Mestis (2010-2011), I trener

## Sukcesy i wyróżnienia
Reprezentacyjne
- Srebrny medal mistrzostw Europy juniorów do lat 18: 1983
- Srebrny medal mistrzostw świata juniorów do lat 20: 1984
- Brązowy medal zimowych igrzysk olimpijskich: 1998
- Brązowy medal mistrzostw świata: 2000

Klubowe
- Puchar Stanleya: 1985, 1987, 1988, 1990 z Edmonton Oilers, 1994 z New York Rangers
- Clarence S. Campbell Bowl: 1987, 1988, 1990 z Edmonton Oilers
- Presidents’ Trophy: 1986, 1987 z Edmonton Oilers, 1994 z New York Rangers
- Prince of Wales Trophy: 1994 z New York Rangers, 1998 z Washington Capitals
- Złoty medal mistrzostw Finlandii: 1983 z HIFK
- Srebrny medal mistrzostw Finlandii: 2000 z Jokeritem

Indywidualne
- SM-liiga 1984/1985:
  - Najefektywniejszy zawodnik sezonu - pierwsze miejsce w klasyfikacji +/-
- Mistrzostwa świata juniorów do lat 20 w 1985:
  - Skład gwiazd turnieju
- SM-liiga 1994/1995:
  - Pierwsze miejsce w klasyfikacji strzelców goli w osłabieniu: 2 gole
- Mecz Gwiazd DEL: 2001

Klasyfikacje
- Ósme miejsce w klasyfikacji kanadyjskiej wszech czasów w klubie Edmonton Oilers: 436 punkty (178 gole i 258 asyst) w 490 meczach

Wyróżnienia
- Jego numer 5 został zastrzeżony dla zawodników klubu Jokerit
- Galeria Sławy fińskiego hokeja na lodzie (numer 143)